# Pherusa saldanha
Pherusa saldanha är en ringmaskart som beskrevs av Francis Day 1961. Pherusa saldanha ingår i släktet Pherusa och familjen Flabelligeridae. Inga underarter finns listade i Catalogue of Life.